# قلب فانيا
قلب فانيا هو كتاب مصور للأطفال صدر عام 2018 من تأليف آن رينو. وهو مستوحى من قصة حقيقية، تدور أحداث الكتاب حول فتاة تُدعى سورالي، تجد كتابًا صغيرًا مصنوعًا يدويًا بين ممتلكات والدتها، ثم تعرف القصة وراءه. الكتاب الأصلي محفوظ في متحف مونتريال للهولوكوست.

## الاستقبال
كتبت دينا وينشتاين، التي راجعت كتاب قلب فانيا لمجلس الكتاب اليهودي "القصة الملهمة، التي تدور أحداثها في واحدة من أكثر الأماكن مهينة، تظهر أنه حتى الضعفاء يمكنهم توفير الأمل والدفء لبعضهم البعض". 
حظى الكتاب أيضًا بمراجعة من قبل تقييمات كيكوسوكويل وكوير وإس إم: المراجعة الكندية للمواد  ومجلة سكول لايبراري جورنال  وروابط المصادر.
فازت بجائزة الأدب اليهودي الكندي لرواية الأطفال والشباب لعام 2018. 